# Toma del Mottarone
La Toma del Mottarone è un formaggio realizzato con latte crudo intero vaccino proveniente dall'alto Piemonte, nella zona del Mottarone. Viene citato dal Touring Club Italiano tra i prodotti tipici della provincia di Novara.

## Caratteristiche
La toma, con una caratteristica pasta morbida occhiata, viene fatta stagionare negli alpeggi per un periodo compreso tra 2 e 3 mesi. Il colore finale è giallo paglierino e le forme hanno un peso di circa 4 chili. Questo prodotto è considerato uno tra i migliori formaggi d'alpeggio della Regione Piemonte. 

## Produzione
La produzione di questa toma risale almeno al periodo Medievale. Il latte del Mottarone, particolarmente ricco di betacarotene (vitamina A), regala al consumatore una toma dal colore giallo paglierino
.
Per quanto riguarda il processo di lavorazione, il latte vaccino non subisce alcuna pastorizzazione e viene cagliato alla temperatura di 36 °C. Una volta lasciata riposare, la cagliata è portata alla temperatura di 42 °C, messa in appositi stampi e posta sotto salamoia per 24 ore.
Con le antiche tecniche tradizionali, la Toma del Mottarone viene fatta stagionare, almeno per un periodo da 2 a 3 mesi, in alcuni alpeggi sottostanti la vetta del Mottarone (alta 1491 m s.l.m.) come ad esempio l'Alpe della Volpe.
Oltre che nell'Alpe della Volpe la Toma viene prodotta anche sul Monte Cornaggia, sul Monte del Falò e negli alpeggi circostanti e nella Valle dell'Agogna.
Vi sono poi una serie di caseifici ad Armeno, Ameno, nel Vergante e nella bassa Val d'Ossola che producono la Toma del Mottarone in maggiori quantità, destinandola agli esercizi commerciali di Piemonte e Lombardia.